# دانييلا مونتويا
دانييلا مونتويا (بالإسبانية: Daniela Montoya) (22 أغسطس 1990 بميديلين في كولومبيا - ) هي لاعبة كرة قدم كولومبية في مركز الوسط، شاركت في الألعاب الأولمبية الصيفية 2012. وشاركت مع منتخب كولومبيا تحت 20 سنة للسيدات لكرة القدم ‏ ومنتخب كولومبيا لكرة القدم للسيدات. أما مع النوادي، فقد لعبت مع Formas Íntimas ‏.

## وصلات خارجية
- دانييلا مونتويا على موقع الاتحاد الدولي (مؤرشف)  (الإنجليزية)
- دانييلا مونتويا على موقع الاتحاد الأوربي (الإنجليزية)
- دانييلا مونتويا على موقع قاعدة بيانات كرة القدم.إي يو (الإنجليزية)
- دانييلا مونتويا على موقع Soccerway.com (الإنجليزية)
- دانييلا مونتويا على موقع عالم كرة القدم.نت (الإنجليزية)
- دانييلا مونتويا على موقع اللجنة الأولمبية الدولية (الإنجليزية)
- دانييلا مونتويا على موقع أوليمبيديا (الإنجليزية)